# Facoltà delle arti

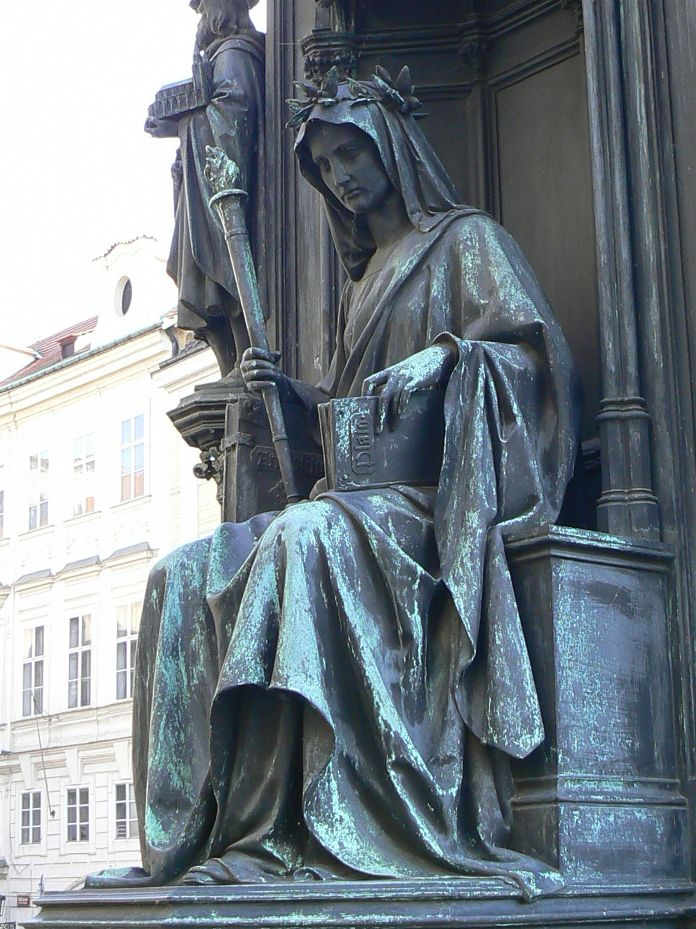
Personificazione della facoltà delle Arti (decorazione del piedistallo della statua di Carlo IV di Lussemburgo a Praga)

La Facoltà delle Arti o Facoltà di Filosofia era una delle quattro facoltà universitarie prima della Rivoluzione francese. Le altre facoltà erano quelle di Teologia, Giurisprudenza e Medicina. La facoltà delle arti era quella di grado più basso, ma in compenso era quella i cui studenti erano più numerosi, in quanto essi dovevano terminare gli studi di questa facoltà per essere ammessi ad una delle altre tre facoltà.
Infatti la facoltà delle arti conferiva i titoli di "baccelliere delle arti" e, al termine, di "Magister artium" (maestro delle arti), mentre le altre tre facoltà conferivano il più alto titolo di "dottore".
La facoltà delle arti doveva il suo nome alle sette Arti liberali: quelle del Trivio (grammatica, retorica, dialettica) e quelle del Quadrivio (aritmetica, geometria, musica ed astronomia), che ne costituivano la materia di insegnamento. Dopo la Rivoluzione Francese le facoltà delle arti sono state smembrate: dall'insegnamento del Trivio sono nate le Facoltà di Lettere e Filosofia, da quello del Quadrivio le Facoltà di Scienze.